# Hajkou
Hajkou a kínai Hajnan tartomány prefektúra jogú székhelye és egyben legnagyobb városa. Nevének jelentése „tengeri kikötő”. Ismert beceneve Kókuszváros (Coconut City). Területe 2280 négyzetkilométer, Lakosainak száma 2 873 358 fő (2020). A város négy kerületre oszlik (pinyin: Xiuying - Hsziojing?; Longhua - Lonkoa?; Qiongshan - Csjonksan?; Melian - Mejlán?)
Hajnan korábbi fővárosa a 20. századig Qiongshan (Csjonksan?) volt, ami ma a város egyik kerülete. A második kínai–japán háború alatt a japánok megszállták a szigetet (1939-ben), és a japán csapatok fejlesztették kikötővé Haikout. Ezt követően a kikötő jelentősége folyamatosan nőtt, a nyolcvanas évekre Hajnan kereskedelmének mintegy felét bonyolította. 1988-ban vált az újonnan alapított Hajnan tartomány székhelyévé és kapott prefektúra jogállást.

## Népessége
| 2018 | 1 776 141 |
| 2020 | 2 873 358 |